# 黑額長筒金花蟲
黑額長筒金花蟲（学名：Physosmaragdina nigrifrons）为金花蟲科粗腳長筒金花蟲屬下的一个种。